# Jozef Daniel Pravda
Jozef Daniel Pravda (ur. 6 lipca 1950 w Blatnem) – słowacki duchowny rzymskokatolicki, salezjanin, w latach 2000-2003 superior Azerbejdżanu.

## Życiorys
Święcenia kapłańskie przyjął 4 czerwca 1977. 15 sierpnia 1978 złożył salezjańskie śluby zakonne. 11 października 2000 został mianowany superiorem misji sui iuris Azerbejdżanu. 18 lipca 2003 zrezygnował z urzędu.